# Sandra Andreis
Sandra Karolina Andreis (* 1. April 1975 in Schweden) ist eine schwedische Schauspielerin.

## Leben
Sandra Andreis wurde 1975 als Tochter schwedisch-italienischer Eltern mit japanischen Wurzeln in Schweden geboren. Sie besuchte die Kaggeholm folkhögskola in Stockholm. Die schauspielerische Ausbildung erhielt sie an The European Film College in Dänemark und an The Neighborhood Playhouse in New York.
Nach ihrer Rückkehr aus den USA begann sie als Theaterschauspielerin am Riksteatern zu arbeiten. Ihr Filmdebüt gab sie 2008 in Buster. Im deutschsprachigen Raum ist sie aus der Stieg-Larsson-Krimiverfilmung Verblendung und der 2014 in ZDF und ARTE ausgestrahlten Schwedenkrimireihe Mord im Mittsommer bekannt.

## Filmografie (Auswahl)
- 2008: Buster
- 2011: Verblendung (The Girl with the Dragon Tattoo)
- 2012: Agent Hamilton – Im Interesse der Nation (Hamilton – I nationens intresse)
- 2012: Ein Fall für Annika Bengtzon: Lebenslänglich
- 2012–2018: Mord im Mittsommer (Morden i Sandhamn; Krimiserie)
- 2013: För Sverige i tiden (Kurzfilm)
- 2013: Mig äger ingen
- 2013: Återträffen
- 2019: Die Patchworkfamilie (Bonusfamiljen, Fernsehserie, Episode 3x08)
- 2020: We Got This (Fernsehserie)
- 2020: The Head (Fernsehserie, 6 Folgen)
- 2020: 12:13 (Fernsehserie, 12 Folgen)
- 2021: Father of Flies
- 2021: Deg (Fernsehserie, 4 Folgen)
- 2022: Schnelles Geld (Snabba cash, Fernsehserie, 6 Folgen)